# A Vampyre Story
A Vampyre Story — приключенческая компьютерная игра 2008 года, разработанная компанией Autumn Moon Entertainment.
В игре повествуется о приключении парижской оперной певицы Моны де Лафитт, похищенной и превращённой в вампира злым бароном Шрауди фон Кифером. Игра отличается обилием юмора и разнообразием откликов главных героев на различные действия с окружающими предметами.

## Сюжет
Драксильвания, 1895 год. Из одинокого замка посреди озера Варг доносится мелодичное женское пение. Кто это? Мона де Лафитт, в прошлом — звезда парижской оперы, а ныне — узница барона Шрауди фон Кифера. Но всё по порядку.
Мона с самого детства любила петь и когда выросла, отправилась в Париж в надежде стать звездой оперы. Там она познакомилась с бароном Шрауди фон Кифером, который тут же влюбился в Мону. Когда она отвергла его ухаживания, он загипнотизировал её и увёл к себе в замок. Там он выпил кровь Моны и дал вкусить своей. Так Мона стала вампиром.
Но Мона продолжала его ненавидеть и отрицала свою новую сущность. Она называет гроб постелью, а кровь — солоноватым мерло. Сам Шрауди из кожи вон лезет, пытаясь добиться любви Моны. Даже сцену построил.
И вот в тот вечер он пошёл на охоту (в винный магазин как требовала говорить Мона). Увидев человека, Шрауди подкрался к нему и его постигло разочарование. Человек оказался выходцем из одного ордена и тут же пронзил Шрауди колом. Мона, увидев его смерть, обрадовалась. Но она не заметила, как Шрауди вернулся в замок Варг уже в виде призрака.
Итак, обрадованная Мона уже хотела выйти, но тут оказалось, что дверь заперта. Ключ был у горгульи, но у какой именно, не запомнила ни Мона, ни Фродерик. Проблема решилась быстро — с помощью булавы, найденной в камере пыток Мона нашла искомую горгулью. Но Руфус нипочём не хотел отдавать ключ и Мона снова прибегла к хитрости: накормила ворона Эдгара мясом из камеры пыток, а затем уронила на Руфуса статую. После насмешек и подколов в его адрес, Руфус всё же отдал ключ и Мона смогла наконец открыть дверь!
Вот Мона уже готова была прыгнуть в лодку и уплыть, но её ждало разочарование — куда-то исчезли вёсла. А через минуту проблема выросла — появился сам Шрауди в облике призрака! Вёсла были у него, но Мона не смогла их не то что отнять — даже смотреть, т.к они были сложены крестом. И ей пришлось уйти. Однако она вспомнила о Книге Теней, о которой говорила железная дева Барби. Отправившись в библиотеку, Мона не нашла там ничего ценного, разве что нашла с помощью мелка названия книг. Отправившись на кухню, Мона обнаружила там кошку. Видя, что киска голодает она положила ей еды и срезала с неё ошейник. Отнеся его крысам, Мона узнала названия нужных книг. Но каково было её разочарование когда это не сработало! Решив отомстить крысам, Мона поинтересовалась о книгах у Фиалки и та попросила узнать время, когда крысы придут на кухню. Узнав это и передав Мона наконец-то узнала как пройти в лабораторию. Переставив книги, она прошла в подземелье.

## Отзывы
| Сводный рейтинг       | Сводный рейтинг |
| Агрегатор             | Оценка          |
| --------------------- | --------------- |
| GameRankings          | 74,96 %         |
| Русскоязычные издания |                 |
| Издание               | Оценка          |
| «Игромания»           | 8/10            |

Игра заняла второе место в номинации «Квест года» (2008) журнала Игромания.